# Алія Аль Сані
Алія Аль Сані (араб. علياء آل ثاني) — з 24 жовтня 2013 року постійна представниця Катару при ООН, надзвичайна і повноважна амбасадорка країни в ООН.

## Повне ім'я і форма звернення
Повне арабське ім'я: Алія бінт Ахмед бін Сайф Ас-Сані («Алія, дочка Ахмеда, сина Сайфа, з роду Тані»). Частка «Аль» (араб. آل) в її ім'я, що позначає приналежність до роду, пишеться окремо, з великої літери і не є визначеним артиклем «аль» (араб. ال), який пишеться з дефісом.
Так як Алія Аль Сані походить з правлячої династії емірів Катару, вона має право на титулування «Шейха» (функціональний аналог «Її Високість»).
В англомовному діловому листуванні, як це нерідко робиться арабськими політиками, частини «син» і «дочка» відкидаються, а імена батька і діда представляються як середні імена: Alya Ahmed Saif Al-Thani (Алія Ахмед Сайф Аль Сані).

## Біографія
Алія Аль Сані народилася в 1974 році в місті Доха, належить до правлячої династії емірів Катару. Її батько, шейх Ахмед Аль Сані, також починав кар'єру з дипломатичної служби, виступаючи послом Катару у Великій Британії в 1971—1977 роках (в офіційних біографіях використовується більш рідкісне назва «посол при Сент-Джеймському дворі»). З 1973 року був акредитованим послом у Нідерландах, Швеції і Норвегії.
У Ахмеда Аль Тані 7 дітей: сини Сайф і Мухаммад, і, крім старшої дочки Алії, Шуа, Діна, Нуф і Ламія. Однак про його дружину (або дружин) у відкритих джерелах нічого не говориться, а сама Алія Аль Сані про матір жодного разу не згадувала. В інтерв'ю 2015 року вона сказала, що в житті і роботі для неї взірцем для наслідування є Моза аль-Міснед, друга з трьох дружин 3-го еміра Катару.
У 2003—2007 роках працювала у Вищій Раді Катару у справах сім'ї: старша радниця, потім виконуюча обов'язки керівника, потім керівниця відділу прав дитини.
З 2007 року в структурах ООН:
- 2007—2009 — радниця в Постійному представництві Катару при ООН в Нью-Йорку
- 2009—2010 — повноважний міністр там же
- 2010—2011 — заступниця постійного представника там же
- 2011—2013 — постійна представниця Катару при ООН у Женеві

З 24 жовтня 2013 — постійна представниця Катару при ООН в Нью-Йорку.

## Освіта
- У 1996 закінчила Університет Катару, бакалавр економіки[6].
- У 2006 закінчила Школу східних та африканських досліджень Лондонського університету[en], магістр мистецтв в області міжнародних відносин. Тема дисертації: «Реалізація прав дівчаток в Катарі: Шляхи до припинення практики шлюбу в ранньому віці»[6].